# Vlag van Norrbotten
De vlag van Norrbotten kan verwijzen naar twee verschillende vlaggen.

## Vlag van de provincie Norrbotten
De vlag van de provincie Norrbotten is een vierkante banier van het wapen van deze Zweedse provincie. De vlag bestaat uit vier delen afgeleid uit de vlaggen van de landschappen Västerbotten en Lapland. De provincie Norrbotten werd van oudsher beschouwd als onderdeel van de provincie Västerbotten en pas in 1995 kreeg Norrbotten zijn eigen provincievlag, hoewel dit geen invloed heeft gehad op het ontwerp van de vlag van het landschap Norrbotten.

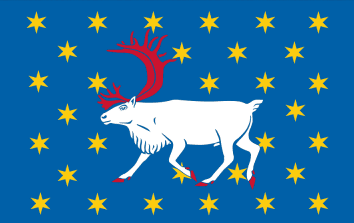
Vlag van Västerbotten
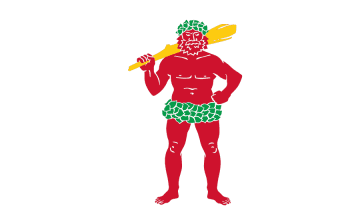
Vlag van Lapland

## Vlag van het landschap Norrbotten
De vlag van het landschap Norrbotten is een rechthoekige banier van het wapen van deze Zweedse landschap. De vlag bestaat uit zeven keer door middel van golven van blauw en goud gesneden veld met een blauwe linkerhoek. De vlag en het wapen werd op 7 april 1995 aangenomen.
De gele golven verwijst naar de rivieren de Torne, Kalixälven, Lule en de Pite, die uitmonden in de Botnische Golf, terwijl het blauwe gedeelte aan de basis de zee voorstelt. De vlag wijkt qua ontwerp iets af van de oudere provinciewapen uit de tijd van het Koninkrijk Zweden en doet nog het meest denken aan het provinciewapen van Medelpad.